# Vatra Moldoviței
Vatra Moldoviței est une commune du județ de Suceava en Roumanie.